# オデイア・ラッシュ
オデイア・ラッシュ (ヘブライ語: אודיה רש; Odeya Rush, 1997年5月12日 - ）は、イスラエル出身のアメリカ合衆国の女優。

## 生い立ち
イスラエルのハイファで生まれる。彼女の名であるオデイアは、ヘブライ語で「神に感謝する」という意味を持つ。9歳の頃、彼女は父のシュロモが米国アラバマ州でセキュリティ・コンサルタントとしての仕事を得られるようにと渡米する。ラッシュはユダヤ人であり、彼女が住んでいたアラバマ州バーミングハムにあるN.E.マイルズ・ジューイッシュ・デイスクールに通う。のちに彼女は同国ニュージャージー州のミッドランド・パークに移り住み、パブリック・スクールに通う。ラッシュには双子の2組を含む6人の兄弟がいる。

## キャリア
短編映画やコマーシャル、ならびにエミリー役で米国テレビシリーズ『ラリーのミッドライフ★クライシス』のエピソード「Mister Softee」にそれぞれ登場。また、ハンナ・ミルナー役を米国テレビシリーズ『LAW & ORDER:性犯罪特捜班』のエピソード「Branded」で演じる。2012年に公開された映画『ティモシーの小さな奇跡』でヤングアーティスト賞にノミネートされる。2012年5月、『Mary, Mother of Christ』にマリアとして配役されるという噂があった。2013年9月、ワインスタイン・カンパニーは彼女が映画『ギヴァー 記憶を注ぐ者』にフィオナ役で主演することを発表した。これは小説家ロイス・ローリーの同名小説を原作とするSF映画で、フィリップ・ノイスが監督を、マイケル・ミトニックが脚本を担当。共演者にジェフ・ブリッジス、メリル・ストリープ、ケイティ・ホームズ、アレクサンダー・スカルスガルド、テイラー・スウィフト等が名を連ねる。この作品の撮影を終えたあと、若年女性主演として小説家R・L・スタインの大人気ブックシリーズの同名小説を原作とするソニー・ピクチャーズ・スタジオの映画『グースバンプス モンスターと秘密の書』に上陸を果す。

## フィルモグラフィー
| 公開年 | 邦題 原題                                                  | 役名                   | 備考        |
| ------ | ---------------------------------------------------------- | ---------------------- | ----------- |
| 2010   | Wild Birds                                                 | ベス                   | 短編映画    |
| 2010   | LAW & ORDER:性犯罪特捜班 Law & Order: Special Victims Unit | ハンナ・ミルナー       | 1エピソード |
| 2011   | ラリーのミッドライフ★クライシス Curb Your Enthusiasm       | エミリー               | 1エピソード |
| 2012   | ティモシーの小さな奇跡 The Odd Life of Timothy Green       | ジョニ・ジェローム     |             |
| 2013   | 肉 We Are What We Are                                      | アリス・パーカー       |             |
| 2013   | When the Devil Comes                                       | ケイラ                 |             |
| 2014   | ギヴァー 記憶を注ぐ者 The Giver                            | フィオナ               |             |
| 2015   | See You in Valhalla                                        | アシュリー・バーウッド |             |
| 2015   | グースバンプス モンスターと秘密の書 Goosebumps             | ハンナ・スタイン       |             |
| 2017   | ザ・ボディガード The Hunter's Prayer                       | エラ・ハットー         |             |
| 2017   | レディ・バード Lady Bird                                   | ジェンナ・ウォルトン   |             |
| 2018   | ミッシング・レポート Spinning Man                          | ジョイス               |             |
| 2019   | クリスマスに降る雪は Let It Snow                           | アディ                 |             |